# Große Reformen

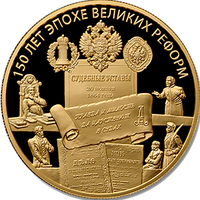
150 Jahre Große Reformen (Gedenkmünze der Zentralbank der Russischen Föderation aus dem Jahr 2014)
„Gerechtigkeit und Milde sollen in den Gerichten herrschen“ (Mitte)

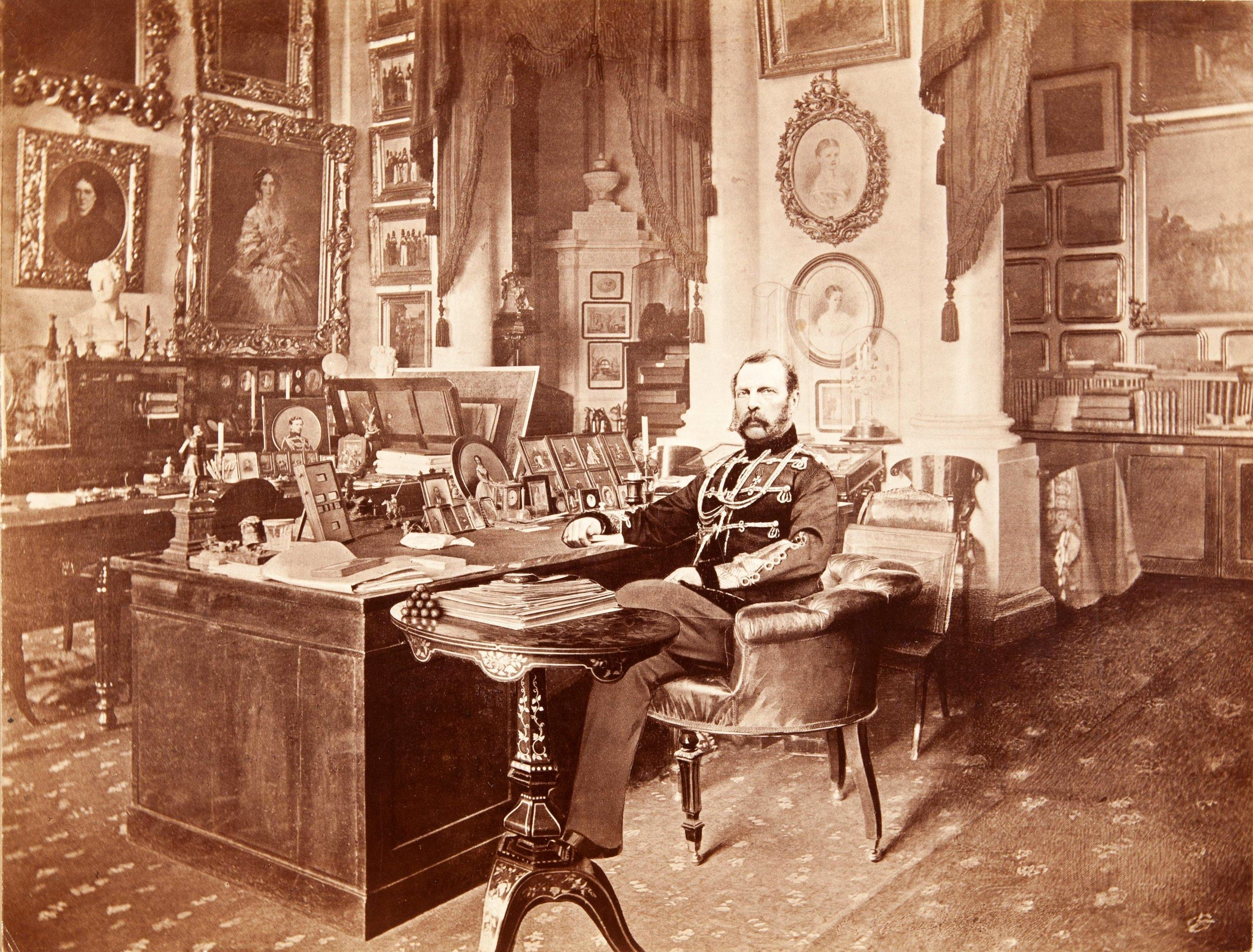
Alexander II.

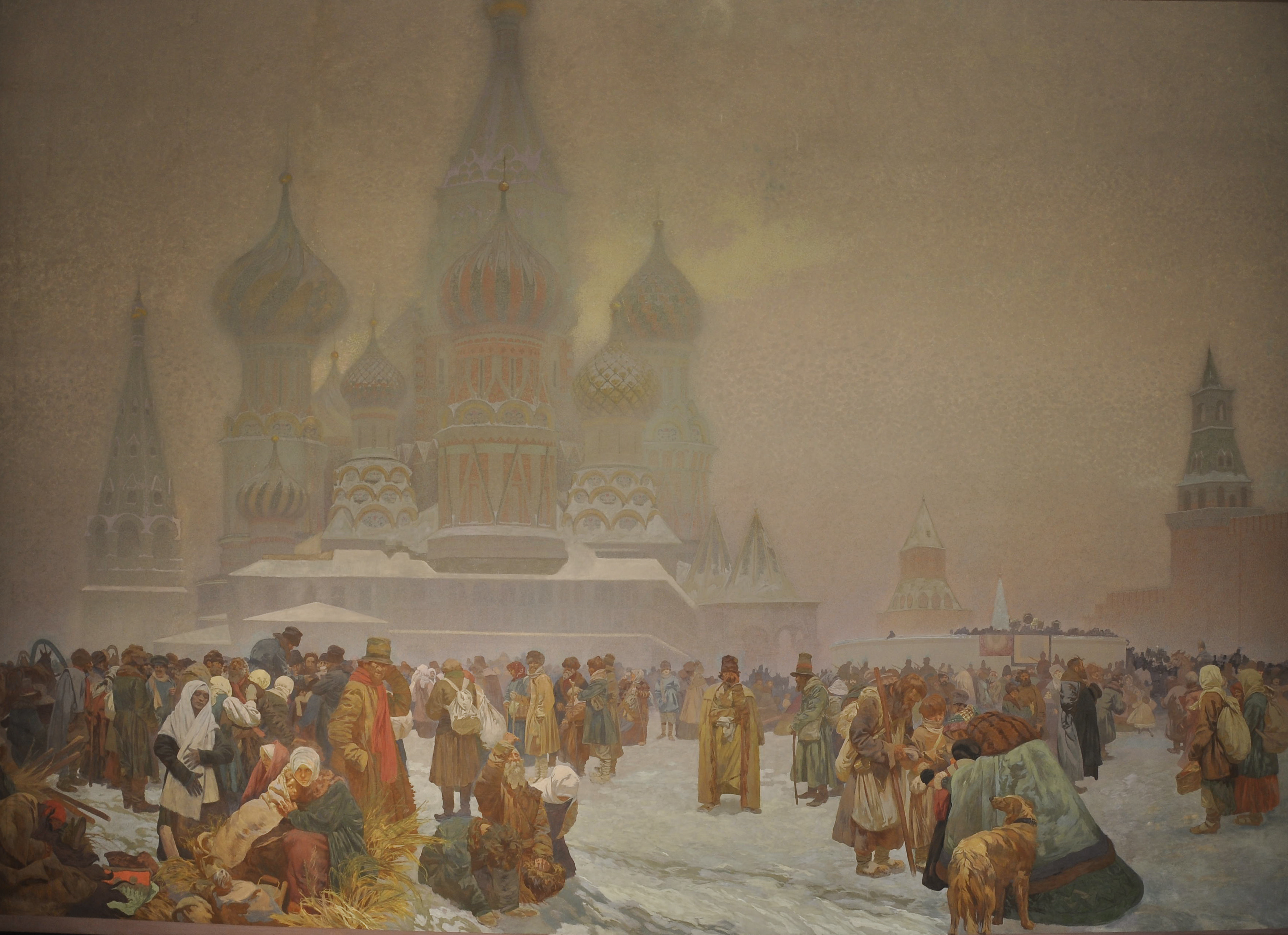
Die Abschaffung der Leibeigenschaft in Russland (Bild von 1914 aus dem Slawischen Epos von Alfons Mucha)

Die Großen Reformen (russisch Великие реформы / Welikije reformy, wiss. Transliteration Velikie reformy) waren in ihrem Maßstab beispiellose Reformen des Russischen Kaiserreiches, die in der Regierungszeit von Kaiser Alexander II. (geb. 1818, reg. 1855–1881) in den 1860er und 1870er Jahren durchgeführt wurden. Die wichtigste war das Gesetz zur Aufhebung der Leibeigenschaft (Bauernreform von 1861), dem weitere Reformen folgten. Gemeinsam werden sie meist als die Großen Reformen beschrieben.

## Geschichte
Bemüht um eine Modernisierung seines Reiches – wozu nicht zuletzt die Niederlage Russlands gegen eine westliche Koalition im Krimkrieg Anlass gab – orientierte sich der Zar am Beispiel Frankreichs und an den Preußischen Reformen in Deutschland. Wassili Andrejewitsch Schukowski (1783–1852), der Dichter und Hauslehrer des Zarewitsch, soll von großem Einfluss auf diesen gewesen sein, so dass die liberalen Reformen manchmal auf dessen Erziehung zurückgeführt werden. Henri Troyat beschreibt in seiner Biographie Alexanders II. dessen Gefühlslage angesichts seiner begonnenen Reformen so: „Er fühlte sich wie ein Holzfäller im russischen Wald. Fällen, ausschneiden, lichten.“
Der Bauernreform von 1861 folgten Lokalverwaltungsreformen (vgl.: Semstwo), Reformen zum Finanz- und Bildungswesen, zum Justizsystem, zur städtischen Selbstverwaltung und eine Militärreform.
Die eingeleiteten Reformen beendeten eine Reihe von jahrzehntelangen sozioökonomischen Problemen und machten den Weg für die Entwicklung des Kapitalismus in Russland frei. Sie erweiterten die Grenzen der Zivilgesellschaft und garantierten Unabhängigkeit und Öffentlichkeit der Rechtsprechung.
Am Ende der Herrschaft von Alexander II. wurden unter dem Einfluss der Konservativen einige Reformen (Justiz, Lokalverwaltungsreform) eingeschränkt. Gegenreformen, die von seinem Nachfolger Alexander III. eingeleitet wurden, berührten auch die Bestimmungen der Bauernreform und die Reform der Stadtregierung.
Das posthum publizierte Tagebuch des russischen Innenministers Pjotr Alexandrowitsch Walujew (1815–1890) stellt eine wichtige Quelle zu den Reformen aus Sicht der Regierungskreise dar. Alexander II. hatte ihn zur Abfassung einer Denkschrift zu den Reformen aufgefordert.
Das Reformwerk wurde letztendlich nicht abgeschlossen.

## Einzelne Reformen
- Beseitigung militärischer Siedlungen[7] (1857)
- Aufhebung der Leibeigenschaft (1861)
- Finanzreform (1863)
- Hochschulreform (1863)
- Lokalverwaltungsreform[8] (1864)
- Justizreform (1864)
- Zensurreform (1865)
- Reform der Stadtregierung (1870)
- Reform der Sekundarstufe (1871)
- Militärreform (1874)